# Čavdar Kostov
Čavdar Kostov, (en bulgare : Чавдар Костов), né le 18 avril 1988 à Sofia, en Bulgarie, est un joueur bulgare de basket-ball, évoluant au poste d'arrière.